# Борку-Енеди-Тибести (регион)
Борку-Енеди-Тибести (на френски: Borkou-Ennedi-Tibesti, на арабски: منطقة بركو إندي تبستي) е регион в северната част на Чад, заема територията на бившата префектура със същото име. Общата площ на региона е 600 350 км2, като заема 40 % от територията на Чад, негов административен център е град Фая-Ларжо.
От 11 юни 2007 губернатор на региона е Джибер Юну Джибер.

## Административно деление
Регионът се поделя на 4 департамента и 18 под-префектури.
| Департамент   | Столица   | Под-префектура                                  |
| ------------- | --------- | ----------------------------------------------- |
| Борку         | Фая-Ларжо | Борку Яла, Йебибу, Куба Оланга, Фая-Ларжо, Ярда |
| Източен Енеди | Бааи      | Бао Билият, Бааи, Каура, Мурди                  |
| Западен Енеди | Фада      | Гуро, Калет, Унианга, Фада                      |
| Тибести       | Бардаи    | Аозу, Бардаи, Зуар, Зумри, Вур                  |

## Население
През 1993 година регионът е имал население от 70 603 души, от които 59 479 са с постоянно пребиваване в населените места и 11 124 номади.
По данни от 2007 населението на региона възлиза на 103 000 души с гъстота от 0.17 души/км2.

### Етнически групи
Основните етнически групи са: даза (55,96 %), теда (22,63 %), загава (10,17 %) и араби (2,57 %).